# Tschetschenische Fußballauswahl
Die tschetschenische Fußballauswahl ist eine von den internationalen Fußballverbänden AFC, UEFA und FIFA nicht anerkannte Fußballauswahl. Daher ist das Team auch nicht berechtigt, an internationalen Pflichtspielen teilzunehmen. Es wurden jedoch schon mehrere Freundschaftsspiele gegen andere Nicht-FIFA-Mitglieder ausgetragen.

## Erfolge
Die tschetschenische Fußballauswahl nahm 2005 am UNPO Cup in Den Haag teil. Es nahmen neben Tschetschenien nur drei weitere Fußballauswahlen teil, die aus Südkamerun, Westpapua und Südmolukken. Im Halbfinale gewann Tschetschenien gegen Südkamerun im Elfmeterschießen, nachdem es nach der regulären Spielzeit 2:2 gestanden hatte. Das Finale hingegen ging mit 1:3 gegen die Südmolukken verloren.